# Fasta församling
Fasta församling var en församling i Uppsala stift i nuvarande Norrtälje kommun i Stockholms län. Församlingen uppgick 1797 i Fasterna församling.

## Administrativ historik
Församlingen har medeltida ursprung.
Församlingen var till 1797 moderförsamling i pastoratet Fasta och Esterna. 1797 uppgick församlingen i Esterna församling som då namnändrades till Fasterna församling.

## Kyrkor
- Fasta kyrka nu riven låg strax söder om Rånäs kapell.